# George Alexander Macfarren

Porträtfoto von George Alexander Macfarren.

Sir George Alexander Macfarren (* 2. März 1813 in London; † 31. Oktober 1887 ebenda) war ein englischer Komponist und Musiktheoretiker.

## Leben
Macfarren war der Sohn von George Macfarren (1788–1843), Tanzlehrer, Librettist und Journalist schottischer Abstammung, und dessen Ehefrau Elizabeth, geborene Jackson. Von Kindheit an hatte er eine Sehschwäche, die 1860 zur Blindheit führte, was aber seiner Produktivität keinen Abbruch tat; er war auf die Hilfe von Assistenten angewiesen. Auch sein jüngerer Bruder Walter (1826–1905) war Komponist (und lange Zeit Klavierlehrer an der Royal Academy of Music in London).
Am 27. September 1844 heiratete George Alexander Macfarren die aus Lübeck stammende Sängerin Natalia Andrae (1828–1916). Er starb im Alter von 74 Jahren an einer chronischen Bronchitis und schwachem Herzen und wurde auf dem Friedhof Hampstead Cemetery in West Hampstead begraben.
Macfarren wurde ab 1829 auf der Royal Academy of Music (RAM) in London ausgebildet, zunächst in Komposition von Cipriani Potter, der 1832 die Leitung der Akademie übernahm.
Er wurde bereits 1834 Kompositionslehrer an derselben und 1875, nach William Sterndale Bennetts Tod, einer der Direktoren der Anstalt. Am 5. Juli 1875, anlässlich des Todes Bennetts, wurde seine Widmungsarbeit der Royal Philharmonic Society „Idyll in Memory of Sterndale Bennett“ uraufgeführt. Gleichzeitig ernannte ihn der Senat der Universität Cambridge zum Professor der Musik.
Als Komponist wurde er durch die „Ouvertüre Chevy Chase“ 1836 und seine Oper „The Devil’s Opera“ 1838 bekannt. Bereits zuvor hatte er die Akkord-Theorien des Musiktheoretikers Alfred Dale kennengelernt, dem er bei der weiteren Ausarbeitung zur Seite stand. Dessen Veröffentlichung „A Treatise on Harmony“ 1845 benutzte er auch für seinen akademischen Unterricht, was zu Unstimmigkeiten innerhalb der Akademie und seinem Rückzug 1847 führte. Er wurde jedoch auf Grund seiner Verdienste 1851 wieder an die Akademie berufen.
Neben zahlreichen akademischen Ehrungen wurde ihm 1883 der Adelstitel verliehen.
Macfarren gehört zu den Hauptrepräsentanten der nationalen englischen Oper, wobei er mit Ausnahme der Helvellyn die Form der Nummernoper verwendete.

## Werke

### Opern und Kantaten (Auswahl)
- 1838: The Devil’s Opera. Libretto: George Macfarren
- 1846: Don Quixote (An Adventure of Don Quixote). Oper. Libretto: George Macfarren. UA 1846 London (Drury Lane)
- 1849: King Charles II. Oper. Libretto: Desmond Ryan
- 1852: Lenore. Oper. Libretto: ?
- 1856: May-Day. Kantate. Libretto: ?
- 1860: Christmas. Kantate. Libretto: ?
- 1860: Robin Hood. Oper in 3 Akten. Libretto: John Oxenford. UA 11. Oktober 1860 London (Her Majesty’s Theatre)
- 1864: Helvellyn. Oper in 4 Akten. Libretto: John Oxenford

### Kammermusik, Symphonien, Ouvertüren, Oratorien
Außerdem schrieb er Kammermusikstücke, sechs Streichquartette, Symphonien und Ouvertüren sowie Oratorien:
Orchesterwerke
- 1830: Symphony Nr. 1 in C (Sinfonie Nr. 1 in C-Dur, gilt als verschollen)[5]
- 1831: Symphony Nr. 2 in D minor (Sinfonie Nr. 2 in d-Moll)
- 1832: Symphony Nr. 3 in E minor (Sinfonie Nr. 3 in e-Moll)
- 1835: Symphony Nr. 4
- 1835: Symphony Nr. 5 in A minor (Sinfonie Nr. 5 in a-Moll)
- 1836: Symphony Nr. 6 in B (Sinfonie Nr. 6 in H-Dur)
- 1836: Chevy Chase Ouvertüre
- 1840: Romeo and Juliet Ouvertüre
- 1842: Symphony Nr. 7 in cis (Sinfonie Nr. 7 in Cis)
- 1845: Symphony Nr. 8 in D (Sinfonie Nr. 8 in D-Dur)
- um 1874: Symphony Nr. 9 in E minor (Sinfonie Nr. 9 in e-Moll)

Kammermusik
- um 1844: Piano Quintet
- 1882: Ajax

Oratorien
- 1873: St John the Baptist (UA: Oktober 1873, Bristol Musical Festival)
- 1876: The Resurrection (UA: 30. August 1876, Birmingham Musical Festival)
- 1878: Joseph
- 1883: King David

## Schriften
- 1860: The Rudiments of Harmony: with Progressive Exercises and Appendix. London 1860. (Zuletzt 17. erweiterte Auflage, J. B. Cramer, London 1888).
- 1867: Six Lectures on Harmony: delivered at the Royal Institution of Great Britain before Easter 1867. Longmans, London 1867. (Zuletzt 4. Auflage 1892).
- 1879: Counterpoint: a Practical Course of Study. Cambridge University Press, Cambridge 1879 (verschiedene Auflagen, zuletzt 1895)
- 1885: Musical History: with a Roll of Names of Musicians and the Times and Places of their Births and Deaths. Harper & Brothers, New York 1885.

## Herausgeberschaft
Er machte sich auch verdient durch Herausgabe mehrerer Volksliedersammlungen, wie:
- Old English Ditties: selected from Chappell’s Collection of „Popular Music of the Olden Time“. Cramer, Beale & Chapell, London. (1857–80, 2 Bde.). Bd. 1: archive.org.
- Moore’s Irish Melodies (1859).
- Scottish Ditties (1861–80).

## Diskografie
- Symphonien 4 & 7 Queensland Symphony Orchestra, Werner A. Albert. cpo, 1998. CD
- Chevy Chase. Enthalten in: Victorian Concert Overtures. English Northern Philharmonia, David Lloyd-Jones (1991). Hyperion Records Ltd, London. CD
- Robin Hood, Naxos, 2010 (Doppel-CD)[6]